# 维基共享资源
維基共享資源（英語：Wikimedia Commons，又称）是存放自由開放的圖片、聲音及其他多媒體檔案的地方，是维基媒体基金會的計劃。上載維基共享資源的檔案可在其他維基計劃中使用，包括維基百科、維基教科書、維基新聞等。截至2023年4月，維基共享資源擁有超過9200万個免費使用的多媒體檔案，由註冊志願者管理和編輯。

## 檔案使用
上載到維基共享資源的檔案可以在其他維基計劃中使用。檔案的名稱跟上載時列明的檔名一樣。該計劃本身相同檔名的檔案會優先使用，否則會採用維基共享資源的檔案。
圖形及影像檔接受GIF、JPEG、TIFF、PNG及XCF格式，同時並建議符合一定條件的圖片轉成SVG向量檔。聲音檔案僅接受Ogg、Oga和MID格式；影片檔僅接受Ogv、WebM格式；文件檔僅接受PDF及DjVu格式。2018年起接受STL格式的3D模型。

## 歷史
維基共享資源在2004年3月開始推廣，並在2004年9月7日啟用。2004年11月，上載的檔案達到個10萬個的里程碑，其中有超過1萬個公共領域作品的複製品。最初建立維基共享資源的目的是為了減少重複的整理所需要的精力。自2004年10月，維基百科能夠在文章內使用維基共享資源。2016年9月，已有33,593,504個可自由使用的檔案上傳。

## 語言
主要的語言是英語，註冊用戶可在參數設定中改變界面的語言；一些頁面已被翻譯成其他語言。不過大部份的對話討論頁仍使用英文。

## 版權
維基共享資源絕對不允許上載沒有自由版權的檔案，包括授權條件為禁止商業使用、合理使用、禁止修改與創作衍生作品等。容許上載的檔案包括GNU自由文档许可证、创作共用（限by或sa，禁用nc、nd）及公有領域。

### 脚注
1. ↑  版权所有者属于维基媒体基金会的合理使用文件是维基共享资源唯一允许存放的合理使用文件